# آناتولی ساولویچ
آناتولی ساولویچ (اوکراینی: Анатолій Володимирович Саулевич؛ ۲۶ مارس ۱۹۵۹ – ۱۳ نوامبر ۲۰۲۱) بازیکن فوتبال اهل اتحاد جماهیر شوروی سوسیالیستی بود.
از باشگاه‌هایی که در آن بازی کرده‌است می‌توان به باشگاه فوتبال کارپاتی لویو اشاره کرد.
وی همچنین در تیم ملی فوتبال Soviet Union U18 بازی کرده‌است.